# Gasthuis voor de werkende stand

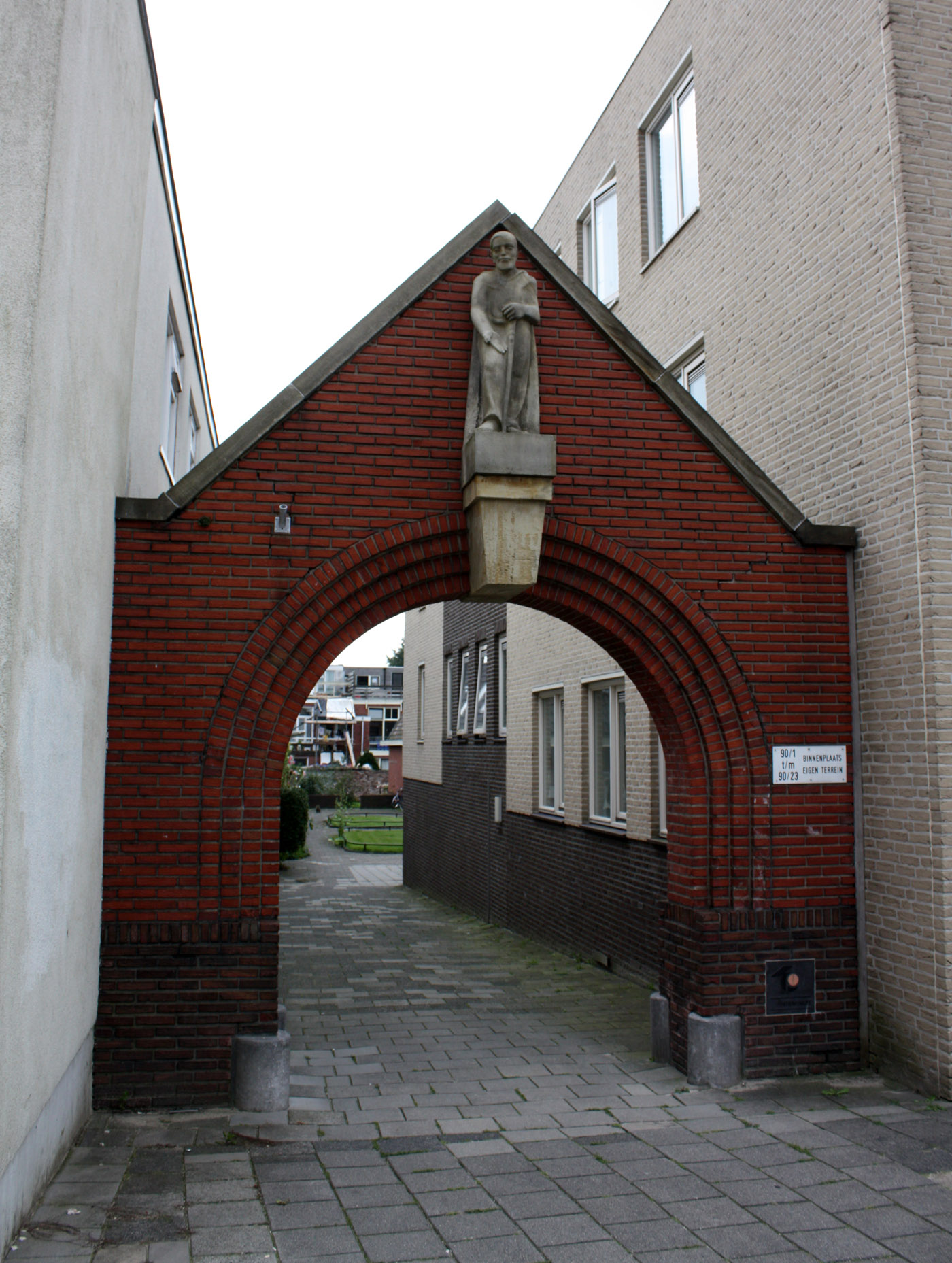
De poort van het voormalige gasthuis aan de Oosterweg

Het gasthuis voor de werkende stand was een initiatief van de diaconie van de Hervormde gemeente in Groningen om een voorziening te treffen voor bejaarden uit de arbeidersklasse. Het initiatief leidde halverwege de negentiende eeuw tot de bouw van een drietal gasthuizen in Groningen, aan de Langesteeg, aan de Violetsteeg en aan de Herepoortenmolendrift. Het gasthuis aan de Herepoortenmolendrift heeft dienstgedaan tot 1971, de andere twee hebben slechts kort bestaan.
In 1935 werd het vierde, en laatste, gasthuis gebouwd aan de Oosterweg in de Oosterpoort.
Aduardergasthuis ·
Anna Varvers Convent ·
Armhuiszitten Convent ·
Hofje Ceramstraat ·
Corneliagasthuis ·
Doopsgezind Gasthuis ·
Gerarda Gockingahuis ·
Hesselinkstichting ·
Jacob en Annagasthuis · 
Juffer Margarethagasthuis ·
Juffer Tette Alberdagasthuis ·
Jan Luitjensgasthuis ·
Mepschengasthuis ·
Middengasthuis (Kleine Rozenstraat) ·
Middengasthuis (Grote Leliestraat) ·
Latteringe Gasthuis ·
Pelstergasthuis ·
Pepergasthuis ·
Pieternellagasthuis ·
Remonstrants Gasthuis ·
Rustoord ·
Sint Anthonygasthuis ·
Sint Martinusgasthuis ·
Hofje Tellegenstraat ·
Ter Schouw-Van Sanen Stichting ·
Typografengasthuis ·
Ubbenagasthuis ·
Vrouw Fransensgasthuis ·
Vrouw Wilsoors- of Aaffien Olthofsgasthuis ·
Weldadige Stichting Ketelaar-Bos ·
Wytzes- of Schoonbeeksgasthuis ·
Zeylsgasthuis